# باشگاه فوتبال استقلال تهران در فصل ۹۵–۱۳۹۴
باشگاه فوتبال استقلال تهران در فصل ۹۵–۱۳۹۴ هفتادمین سال فعالیت باشگاه فوتبال استقلال تهران در مسابقات فوتبال ایران و پانزدهمین حضور متوالی این تیم در لیگ برتر فوتبال ایران بود. در این فصل پانزدهمین دورهٔ رقابت‌های لیگ برتر فوتبال ایران (جام خلیج فارس) برگزار شد و تیم استقلال نیز پانزدهمین حضور خود در این رقابت‌ها را پشت سر گذاشت. پیش از شروع مسابقات این فصل امیر قلعه‌نویی پس از سه فصل از استقلال جدا شد و پرویز مظلومی برای دومین بار هدایت تیم را بر عهده گرفت. با توجه به مشکلات مالی باشگاه استقلال در جذب بازیکنان طراز اول و همچنین بالا بودن میانگین سنی تیم در فصول گذشته، جوانگرایی در دستور کار باشگاه قرار گرفت و بازیکنان جوان از تیم‌های پایهٔ استقلال و سایر باشگاه‌ها جذب گردیدند. استقلال فصل را با ۵ پیروزی از ۶ مسابقهٔ اول آغاز کرد و صدر جدول را در اختیار گرفت، اما در ادامه و پس از جدایی یا آسیب‌دیدگی چند مهرهٔ اثرگذار خود دچار افت شد. آبی‌پوشان در این فصل مجموعاً ۱۸ هفته صدرنشین لیگ خلیج فارس بودند، اما در نهایت در ردهٔ سوم جدول به کار خود پایان دادند.
بیست‌ونهمین دورهٔ جام حذفی فوتبال ایران در این فصل برگزار گردید. استقلال برای بیست‌ و هفتمین بار در این مسابقات شرکت کرد و توانست برای دهمین بار به فینال جام حذفی ایران صعود کند. اگر چه در گام آخر ناکام بود و دیدار فینال را در ضربات پنالتی به ذوب‌آهن اصفهان واگذار کرد.
استقلال در فصل ۹۵–۱۳۹۴ در رقابت‌های لیگ قهرمانان آسیا حضور نداشت.

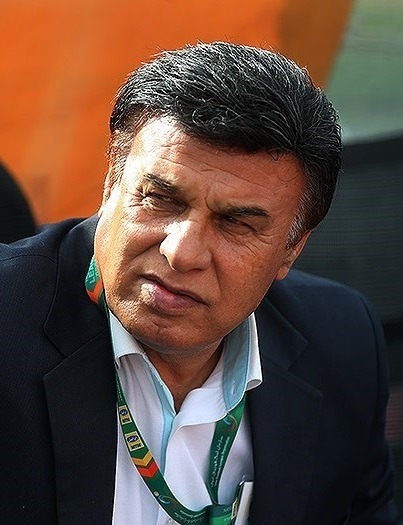
پرویز مظلومی برای دومین بار هدایت استقلال را بر عهده گرفت.

## مرور فصل
در پیش‌فصل ۹۵–۱۳۹۴ شایعات و گمانه‌زنی‌ها در مورد واگذاری باشگاه استقلال به بخش خصوصی که از ابتدای دولت یازدهم به راه افتاده بود، همچنان شنیده می‌شد. این گمانه‌زنی‌ها همچون دفعات گذشته از حد شایعه فراتر نرفت و استقلال در این فصل نیز تحت مالکیت وزارت ورزش به کار خود ادامه داد. پس از پایان مسابقات فصل ۹۴–۱۳۹۳، امیر قلعه‌نویی پس از پشت سر گذاشتن دو فصل ناکامی با رأی اکثریت آرای هیئت مدیره از استقلال جدا شد. بهرام افشارزاده که نخستین فصل حضور خود در رأس مدیریت باشگاه استقلال را با نتایجی ناگوار به پایان رسانده بود، به دنبال تعیین سرمربی جدید برای تیم فوتبال باشگاه بود. علی‌رضا منصوریان که فصل موفقی را در نفت تهران پشت سر گذاشته بود، از جدی‌ترین گزینه‌های استقلال برای جایگزینی قلعه‌نویی بود. منصوریان در ابتدا حاضر به مذاکره با استقلال شد، اما در نهایت قرارداد خود را با نفت تهران تمدید کرد تا حضور او در استقلال منتفی شود. پس از آن نام چند گزینهٔ خارجی برای هدایت استقلال مطرح شد که به دلیل مشکلات مالی شدید، مذاکرات با مربیان خارجی نسبتاً ارزان‌قیمت نیز به نتیجه نرسید. سرانجام پرویز مظلومی که پیش از قلعه‌نویی سرمربی استقلال بود، بار دیگر به عنوان سرمربی استقلال برگزیده و معرفی شد. مظلومی تا پیش از حضور مجدد در استقلال هدایت تیم‌های آلومینیوم هرمزگان و مس کرمان را بر عهده داشت که هر دو تیم به دستهٔ پایین‌تر سقوط کردند. مجید صالح که دو فصل قبل در کادر فنی قلعه‌نویی حاضر بود، در این فصل به عنوان دستیار اول مظلومی انتخاب شد.
یکی از بزرگترین انتقادها نسبت به استقلال فصل گذشته بالا بودن میانگین سنی تیم بود و از این موضوع به عنوان یکی از دلایل مهم ناکامی استقلال یاد می‌شد. مظلومی در ابتدای حضور مجدد در استقلال جوان‌گرایی و پایین آوردن میانگین سنی تیم را یکی از اهداف خود برشمرد. در این راستا بازیکنان جوانی چون امید نورافکن، محسن کریمی و بهنام برزای از تیم‌های پایهٔ استقلال به تیم اصلی راه یافتند و جوانان دیگری همچون روزبه چشمی و فرشید اسماعیلی نیز به استقلال پیوستند. با این‌همه شاخص‌ترین ورودی استقلال در نقل و انتقالات پیش‌فصل، مهدی رحمتی بود که یک فصل را به دلیل اختلاف با قلعه‌نویی در تیم پیکان گذرانده بود.
مسابقات فوتبال ایران در فصل ۹۵–۱۳۹۴ از ۸ مرداد ۱۳۹۴ آغاز شد و استقلال تهران در دیدار افتتاحیهٔ لیگ در مشهد برابر سیاه‌جامگان به میدان رفت و به پیروزی رسید. استقلال به رغم تغییر و تحول در کادر فنی و ترکیب بازیکنان، لیگ را با چند برد پیاپی آغاز کرد، اما همچون دو فصل گذشته در ادامهٔ راه دچار افت شد. از هفتهٔ هفتم به بعد روند پیروزی‌های استقلال متزلزل شد و نوبت به تساوی‌های پرشمار رسید. یکی از دلایل بارز افت استقلال پس از هفته‌های نخست جدایی هر دو هافبک بازی‌ساز و طراح این تیم بود. ریوالدو باربوزا و کرار جاسم به دلیل مشکلات مالی باشگاه خیلی زود از تیم جدا شدند و کار را برای مظلومی دشوار کردند. استقلال به رغم این مشکلات و به لطف امتیازاتی که در ۶ بازی اول کسب کرده بود، صدر جدول را هفته‌ها در اختیار داشت و نیم‌فصل مسابقات را نیز با رتبهٔ دومی و با فاصلهٔ ۲ امتیاز از استقلال خوزستان صدرنشین مسابقات به پایان رساند. در مسابقات جام حذفی ایران نیز استقلال با عبور از سد تیم‌های فولاد خوزستان، نفت تهران، و تراکتورسازی تبریز به فینال راه یافت. با این وجود هواداران استقلال از نحوهٔ بازی تیم استقلال رضایت نداشتند.

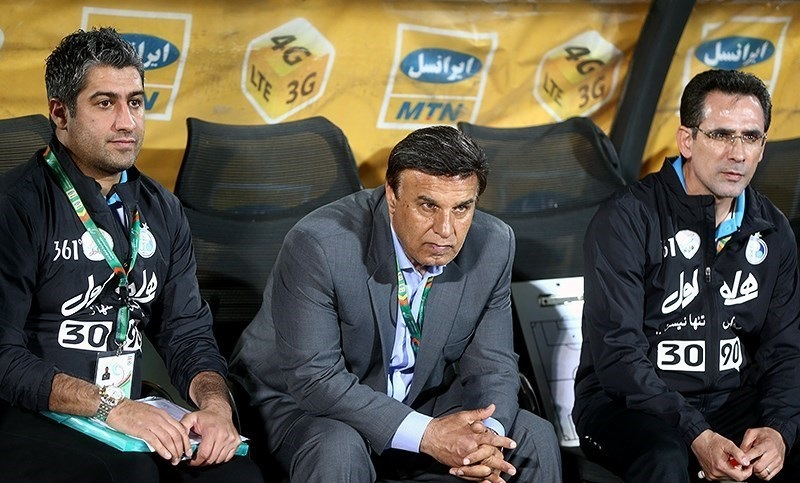
دیدار برابر فولاد، ۳ اردیبهشت ۱۳۹۵. پرویز مظلومی در کنار مجید صالح دستیار اول و فرزاد مجیدی مربی استقلال. فرزاد مجیدی پس از بیماری منصور پورحیدری امور سرپرستی استقلال را بر عهده گرفت.

در نقل و انتقالات نیم‌فصل مدیران استقلال به دلیل مشکلات مالی در جذب بازیکنان مورد نظر مظلومی ناکام بودند و عنوان می‌کردند که استقلال با همان ترکیب نیم‌فصل اول می‌تواند حضور قدرتمندی در ادامهٔ مسابقات داشته باشد. این موضوع واکنش مظلومی را در پی داشت. او در اظهارنظری خطاب به مدیر استقلال گفته بود: «ظاهراً شما قهرمانی نمی‌خواهید که قصد ندارید بازیکنان مورد نظرم را جذب کنید.» سفر شخصی افشارزاده به آمریکا در میانهٔ نقل و انتقالات زمستانی و در حالی‌که باشگاه در جذب بازیکنان مورد نظر ناکام مانده بود، موجی از انتقادات و نارضایتی را به سوی مدیر باشگاه روانه کرد. در پایان نقل و انتقالات زمستانی مهدی مؤمنی تنها بازیکنی بود که از فهرست مورد نظر مظلومی جذب شد. عادل شیحی بازیکن دیگری بود که در نیم‌فصل دوم به استقلال پیوست اما پس از چند بازی مصدوم شد. در حالی‌که بازیکنان اضافه شده در نیم‌فصل نتوانسته بودند انتظارات را برآورده کنند، آسیب‌دیدگی روزبه چشمی هافبک تأثیرگذار استقلال از ناحیهٔ رباط صلیبی موجب شد تا مشکلات مظلومی در میانهٔ میدان دوچندان شود.

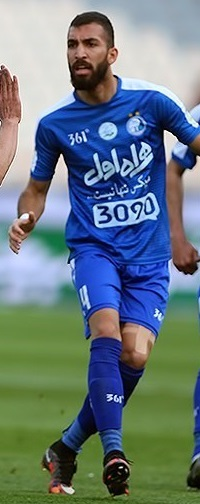
روزبه چشمی پدیدهٔ استقلال در مسابقات این فصل.

استقلال در نیم‌فصل دوم از ۱۵ بازی دور برگشت تنها در ۵ مسابقه به برتری رسید تا جایگاه تیم در صدر جدول به تدریج متزلزل شود. در شهرآورد تهران در دور برگشت مسابقات استقلال برای نخستین بار بعد از ۱۶ سال با اختلاف بیش از یک گل در برابر پرسپولیس بازنده شد. پس از آن دو برد برابر فولاد اهواز و سایپای تهران استقلال را به فاصلهٔ دو هفته مانده به پایان مسابقات دوباره به صدر جدول بازگرداند، اما شکست خانگی در دیداری پرحاشیه در برابر تراکتورسازی با مربیگری قلعه‌نویی امید آبی‌ها را برای قهرمانی کمرنگ کرد. استقلال در نهایت لیگ را با عنوان سومی و با فاصلهٔ ۵ امتیاز نسبت به استقلال خوزستان قهرمان مسابقات به پایان رساند.
پس از پایان لیگ، امید هواداران استقلال به کسب جام حذفی بود. با این حال اخباری که از اردوی استقلال منتشر می‌شد نشانی از امید نداشت. مشکلات مالی باشگاه همچنان پابرجا بود و صدای اعتراض بازیکنان شنیده می‌شد. امید ابراهیمی بازیکن محوری و تأثیرگذار استقلال در اعتراض به عدم پرداخت مطالبات خود در آستانهٔ فینال جام حذفی از حضور در تمرینات خودداری کرد. از طرفی با توجه به کسب نتایج نه چندان مطلوب در مسابقات لیگ، شایعاتی مبنی بر تغییرات گسترده در بخش مدیریتی و کادر فنی استقلال مطرح می‌شد. در چنین شرایطی، استقلال حدود دو هفته پس از پایان مسابقات لیگ خلیج فارس برابر ذوب‌آهن اصفهان در خرمشهر به میدان رفت. نمایش پر انتقاد آبی‌پوشان در دیدارهای لیگ در این بازی نیز ادامه داشت. استقلال در نهایت این دیدار را در ضربات پنالتی به ذوب‌آهن واگذار کرد تا فصل را بدون جام به پایان برساند. این دهمین حضور استقلال در فینال جام حذفی ایران بود.
بیماری منصور پورحیدری اسطورهٔ استقلال که سرپرستی تیم فوتبال باشگاه را در این فصل بر عهده داشت از وقایع مهم فصل بود. پورحیدری در اواخر آذر ۱۳۹۴ در بیمارستان بستری شد و اخبار ضد و نقیضی در مورد وضعیت سلامتی او منتشر شد. نگرانی در مورد وضعیت پورحیدری موجب شد تا بازیکنان برای روحیه دادن به او متحد و مصمم شوند و نتایج خوب تیم در اواسط فصل در لیگ و جام حذفی که به رغم کمبود بازیکن به دست آمد، تحت تأثیر چنین شرایطی رقم خورد. حدود یک ماه بعد از بستری شدن پورحیدری و در حالی‌که خبرها از بهبود نسبی حال او حکایت داشت، انتشار خبر درگذشت رضا احدی هافبک و کاپیتان پیشین استقلال در دههٔ ۱۳۶۰ هواداران را در شوک و اندوه فرو برد. پیکر او در کنار آرامگاه ناصر حجازی به خاک سپرده شد.

## بازیکنان

### تیم اصلی
به‌روزرسانی: ۲۸ اسفند ۱۳۹۴
بازیکنانی که روی نام‌شان خط کشیده شده، در طول فصل از باشگاه جدا شده‌اند.
| شماره       | نام               | ملیت        | پُست                      | تاریخ تولد (سن)           | باشگاه پیشین      | آغاز قرارداد | پایان قرارداد |
| دروازه‌بان‌ها | دروازه‌بان‌ها       | دروازه‌بان‌ها | دروازه‌بان‌ها              | دروازه‌بان‌ها               | دروازه‌بان‌ها       | دروازه‌بان‌ها  | دروازه‌بان‌ها   |
| ----------- | ----------------- | ----------- | ------------------------ | ------------------------- | ----------------- | ------------ | ------------- |
| ۱           | مهدی رحمتی        | ایران       | دروازه‌بان                | ۷ تیر ۱۳۵۹ (۳۵ سال)       | پیکان تهران       | ۱۳۹۴         | ۱۳۹۵          |
| ۲۲          | وحید طالبلو       | ایران       | دروازه‌بان                | ۵ خرداد ۱۳۶۱ (۳۳ سال)     | راه‌آهن            | ۱۳۹۳         |               |
| ۳۳          | امیرحسین نجفی     | ایران       | دروازه‌بان                | ۲۳ مهر ۱۳۷۵ (۱۸ سال)      | پایه‌های استقلال   | ۱۳۹۳         |               |
| خط دفاع     |                   |             |                          |                           |                   |              |               |
| ۲           | خسرو حیدری        | ایران       | هافبک راست، دفاع راست    | ۲۳ شهریور ۱۳۶۲ (۳۱ سال)   | سپاهان اصفهان     | ۱۳۹۰         | ۱۳۹۶          |
| ۵           | حنیف عمران‌زاده    | ایران       | دفاع میانی، دفاع جلوزن   | ۱۰ اردیبهشت ۱۳۶۴ (۳۰ سال) | پاس همدان         | ۱۳۸۸         | ۱۳۹۵          |
| ۱۵          | هرایر مکویان      | ارمنستان    | دفاع یارکوب، دفاع جلوزن  | ۲ آذر ۱۳۶۵ (۲۸ سال)       | شیراک             |              |               |
| ۲۰          | میثم مجیدی        | ایران       | دفاع چپ، هافبک چپ        | ۳ آبان ۱۳۶۵ (۲۸ سال)      | استقلال خوزستان   | ۱۳۹۴         | ۱۳۹۶          |
| ۲۱          | مجید حسینی        | ایران       | دفاع میانی               | ۳۱ خرداد ۱۳۷۵ (۱۹ سال)    | سایپا کرج         | ۱۳۹۳         |               |
| ۲۴          | امید نورافکن      | ایران       | دفاع چپ                  | ۲۰ فروردین ۱۳۷۶ (۱۸ سال)  | پایه‌های استقلال   |              |               |
| ۳۴          | میلاد فخرالدینی   | ایران       | دفاع راست، هافبک راست    | ۵ خرداد ۱۳۶۹ (۲۵ سال)     | تراکتورسازی تبریز | ۱۳۹۳         | ۱۳۹۵          |
| ۳۵          | مهدی کربلایی      | ایران       | دفاع میانی               | ۱۷ اسفند ۱۳۷۱ (۲۲ سال)    | پایه‌های استقلال   | ۱۳۹۳         |               |
| ۴۸          | محمد خلیلی        | ایران       | دفاع چپ                  | ۹ مهر ۱۳۷۲ (۲۱ سال)       | پایه‌های استقلال   |              |               |
| ۵۵          | محمدامین حاج‌محمدی | ایران       | دفاع میانی               | ۲۵ بهمن ۱۳۶۹ (۲۴ سال)     | نفت تهران         | ۱۳۹۴         | ۱۳۹۶          |
| خط میانی    |                   |             |                          |                           |                   |              |               |
| ۳           | محمدرضا خرسندنیا  | ایران       | دفاع میانی، هافبک دفاعی  | ۱۶ بهمن ۱۳۶۶ (۲۷ سال)     | پدیده مشهد        | ۱۳۹۳         | ۱۳۹۵          |
| ۴           | روزبه چشمی        | ایران       | دفاع میانی، هافبک دفاعی  | ۲ مرداد ۱۳۷۲ (۲۱ سال)     | صبای قم           | ۱۳۹۴         | ۱۳۹۶          |
| ۶           | امید ابراهیمی     | ایران       | هافبک دفاعی، هافبک میانی | ۲۵ شهریور ۱۳۶۶ (۲۷ سال)   | سپاهان            | ۱۳۹۳         | ۱۳۹۵          |
| ۸           | یعقوب کریمی       | ایران       | هافبک چپ                 | ۹ شهریور ۱۳۷۰ (۲۳ سال)    | سپاهان            | ۱۳۹۳         | ۱۳۹۶          |
| ۱۱          | جابر انصاری       | ایران       | هافبک هجومی، هافبک کناری | ۲۰ دی ۱۳۶۵ (۲۸ سال)       | گسترش تبریز       | ۱۳۹۴         | ۱۳۹۶          |
| ۱۳          | کرار جاسم         | عراق        | هافبک هجومی، مهاجم کاذب  | ۱۱ شهریور ۱۳۶۶ (۲۷ سال)   | الطلبه            | ۱۳۹۲         | ۱۳۹۵          |
| ۱۶          | مهدی مؤمنی        | ایران       | هافبک هجومی، مهاجم کاذب  | ۳۰ شهریور ۱۳۶۴ (۳۰ سال)   | نفت تهران         | ۱۳۹۴         | ۱۳۹۶          |
| ۱۷          | میلاد شعبانلو     | ایران       | هافبک میانی              | ۱۲ دی ۱۳۷۳ (۲۰ سال)       | استقلال بوشهر     | ۱۳۹۳         | ۱۳۹۶          |
| ۱۸          | ریوالدو باربوزا   | برزیل       | هافبک میانی              | ۲۵ آبان ۱۳۶۴ (۲۹ سال)     | فیگوئرنزه         | ۱۳۹۴         | ۱۳۹۶          |
| ۱۹          | علی‌رضا رمضانی     | ایران       | بال هجومی، هافبک هجومی   | ۱۳ خرداد ۱۳۷۲ (۲۲ سال)    | نفت و گاز گچساران | ۱۳۹۳         | ۱۳۹۶          |
| ۲۸          | محسن کریمی        | ایران       | هافبک کناری، بال هجومی   | ۲۹ شهریور ۱۳۷۳ (۲۰ سال)   | پایه‌های استقلال   | ۱۳۹۳         | ۱۳۹۶          |
| ۳۶          | محمدمهدی رجبی‌فر   | ایران       | هافبک کناری              | ۲۸ آبان ۱۳۷۶ (۱۷ سال)     | پایه‌های استقلال   |              |               |
| ۸۸          | فرشید اسماعیلی    | ایران       | هافبک میانی              | ۴ اسفند ۱۳۷۲ (۲۱ سال)     | سپاسی شیراز       | ۱۳۹۴         | ۱۳۹۷          |
| ۹۹          | عادل شیحی         | مراکش       | هافبک میانی              | ۱ اسفند ۱۳۶۷ (۲۷ سال)     | فولام             | ۱۳۹۴         | ۱۳۹۵          |
| خط حمله     |                   |             |                          |                           |                   |              |               |
| ۹           | آرش برهانی        | ایران       | مهاجم نوک، مهاجم کاذب    | ۲۳ شهریور ۱۳۶۲ (۳۱ سال)   | پاس تهران         | ۱۳۸۶         | ۱۳۹۵          |
| ۱۰          | سجاد شهباززاده    | ایران       | مهاجم نوک، مهاجم کاذب    | ۳ بهمن ۱۳۶۸ (۲۵ سال)      | سایپای کرج        | ۱۳۹۳         | ۱۳۹۶          |
| ۱۴          | پرو پییچ          | کرواسی      | مهاجم نوک                | ۲۸ بهمن ۱۳۶۱ (۳۲ سال)     | کوکسی             | ۱۳۹۴         | ۱۳۹۶          |
| ۷۷          | بهنام برزای       | ایران       | هافبک کناری، بال هجومی   | ۲۲ بهمن ۱۳۷۱ (۲۲ سال)     | راه‌آهن            | ۱۳۹۳         | ۱۳۹۵          |
|             | ایمان عباس‌زاده    | ایران       | مهاجم                    | ۱۲ اردیبهشت ۱۳۷۵ (۱۹ سال) | پایه‌های استقلال   |              |               |

منبع: سازمان لیگ

### مدیریت و معاونت‌ها

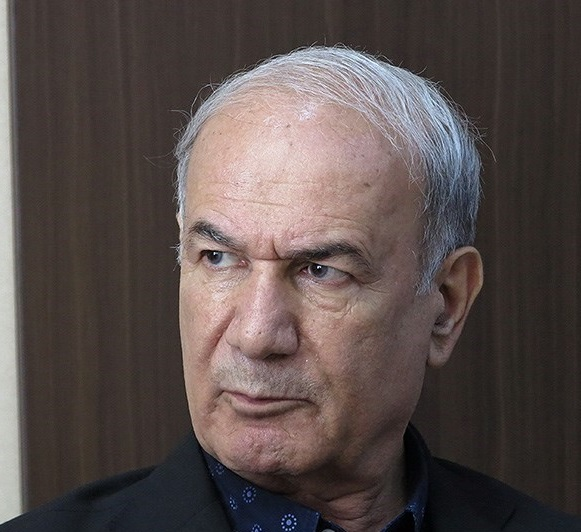
بهرام افشارزاده دومین فصل حضور خود را در ساختمان باشگاه استقلال سپری کرد.

### نقل و انتقالات

#### پیوستگان
| پُست       | نام بازیکن        | سن | باشگاه پیشین    | لیگ             | امضای قرارداد | ارزش قرارداد        | مدت قرارداد | منبع   |
| --------- | ----------------- | -- | --------------- | --------------- | ------------- | ------------------- | ----------- | ------ |
| هافبک     | ریوالدو باربوزا   | ۲۹ | فیگورنسه        | لیگ برتر برزیل  | ۲۹ تیر ۱۳۹۴   |                     | ۱ سال       | [ ۳۲ ] |
| هافبک     | جابر انصاری       | ۲۸ | گسترش تبریز     | لیگ خلیج فارس   | ۴ مرداد ۱۳۹۴  | ۷٬۵۰۰٬۰۰۰٬۰۰۰ ریال  | ۲ سال       | [ ۳۳ ] |
| مدافع     | محمدامین حاج‌محمدی | ۲۴ | نفت تهران       | لیگ خلیج فارس   | ۴ مرداد ۱۳۹۴  | ۹٬۰۰۰٬۰۰۰٬۰۰۰ ریال  | ۲ سال       | [ ۳۴ ] |
| دروازه‌بان | مهدی رحمتی        | ۳۵ | پیکان تهران     | لیگ خلیج فارس   | ۴ مرداد ۱۳۹۴  | ۱۲٬۰۰۰٬۰۰۰٬۰۰۰ ریال | ۱ سال       | [ ۳۵ ] |
| مدافع     | میثم مجیدی        | ۲۸ | استقلال خوزستان | لیگ خلیج فارس   | ۴ مرداد ۱۳۹۴  | ۴٬۰۰۰٬۰۰۰٬۰۰۰ ریال  | ۲ سال       | [ ۳۶ ] |
| هافبک     | فرشید اسماعیلی    | ۲۱ | سپاسی شیراز     | لیگ آزادگان     | ۴ مرداد ۱۳۹۴  | ۱٬۶۵۰٬۰۰۰٬۰۰۰ ریال  | ۳ سال       | [ ۳۷ ] |
| هافبک     | روزبه چشمی        | ۲۱ | صبای قم         | لیگ خلیج فارس   | ۴ مرداد ۱۳۹۴  | ۳٬۸۰۰٬۰۰۰٬۰۰۰ ریال  | ۲ سال       | [ ۳۸ ] |
| مهاجم     | پرو پییچ          | ۳۲ | اف‌کی کلاب کوکسی | سوپر لیگ آلبانی | ۱۰ مرداد ۱۳۹۴ | ۹٬۵۲۹٬۱۰۰٬۰۰۰ ریال  | ۲ سال       | [ ۳۹ ] |
| هافبک     | مهدی مؤمنی        | ۳۰ | نفت تهران       | لیگ خلیج فارس   | ۷ دی ۱۳۹۴     | ۴٬۰۰۰٬۰۰۰٬۰۰۰ ریال  | ۱٫۵ سال     | [ ۴۰ ] |
| هافبک     | عادل شیحی         | ۲۷ | فولام           | چمپیونشیپ       | ۸ اسفند ۱۳۹۴  | ۳٬۶۸۶٬۰۰۰٬۰۰۰ ریال  | ۰٫۵ سال     | [ ۴۱ ] |

منبع: سازمان لیگ

#### گسستگان
| پُست       | نام               | سن | باشگاه پسین     | لیگ                | قیمت                      | تاریخ جدایی  |
| --------- | ----------------- | -- | --------------- | ------------------ | ------------------------- | ------------ |
| مهاجم     | غلام‌رضا عنایتی    | ۳۹ | سیاه‌جامگان مشهد | جام خلیج فارس      | فسخ قرارداد               | ۱۰ تیر ۱۳۹۴  |
| مهاجم     | امیرحسین طاحونی   | ۲۳ | نساجی قائم‌شهر   | لیگ آزادگان        | فسخ قرارداد               | ۲۰ تیر ۱۳۹۴  |
| مدافع     | هاشم بیک‌زاده      | ۳۲ | صبای قم         | جام خلیج فارس      | فسخ قرارداد               | ۴ مرداد ۱۳۹۴ |
| هافبک     | میلاد نوری        | ۲۹ | سیاه‌جامگان مشهد | جام خلیج فارس      | آزاد                      | پیش‌فصل       |
| مدافع     | امیرحسین صادقی    | ۳۳ | صبای قم         | جام خلیج فارس      | ۳٬۵۰۰٬۰۰۰٬۰۰۰ ریال        | ۴ مرداد ۱۳۹۴ |
| دروازه‌بان | محسن فروزان       | ۲۷ | سیاه‌جامگان مشهد | جام خلیج فارس      | ۳٬۰۰۰٬۰۰۰٬۰۰۰ ریال        | ۵ مرداد ۱۳۹۴ |
| هافبک     | میلاد سلیمان فلاح | ۲۹ | پیکان تهران     | لیگ آزادگان        | فسخ قرارداد               | ۵ مرداد ۱۳۹۴ |
| هافبک     | ریوالدو باربوزا   | ۲۹ | ریگاتاس         | لیگ دسته دوم برزیل | فسخ قرارداد               | ۵ مهر ۱۳۹۴   |
| هافبک     | کرار جاسم         | ۲۹ | نفت الوسط       | لیگ برتر عراق      | فسخ قرارداد               | ۹ آذر ۱۳۹۴   |
| مدافع     | مجید حسینی        | ۱۹ | راه‌آهن تهران    | جام خلیج فارس      | ۱٬۰۰۰٬۰۰۰٬۰۰۰ ریال (قرضی) | ۶ دی ۱۳۹۴    |
| مدافع     | مهدی کربلایی      | ۲۲ | گسترش تبریز     | جام خلیج فارس      | فسخ قرارداد               | ۱۹ دی ۱۳۹۴   |

## باشگاه
| پشتیبان مالی | همراه اول        |
| پوشاک        | پوشاک ورزشی °۳۶۱ |

| زمین بازی  | ورزشگاه آزادی تهران (۱۰۰٬۰۰۰ / ۱۱۰x75m) |
| زمین تمرین | کمپ ناصر حجازی                          |
| زمین تمرین | زمین شمارهٔ ۲ ورزشگاه آزادی              |

## پیش‌فصل و دوستانه
برد
      مساوی
      باخت
| ۲۲ تیر ۱۳۹۴ دوستانه ۱ | بهمن جوان | ۰ – ۳  | استقلال تهران                              | کرج                                     |
|                       |           | ورزش ۳ | ابراهیمی ۶۰' (پنالتی) · شهباززاده ۶۳'، ۷۲' | ورزشگاه: کمپ ورزشی کردان تماشاگران: ۱۵۰ |

| ۲۵ تیر ۱۳۹۴ دوستانه ۲ | استقلال تهران | ۰ – ۰ | نیروی زمینی تهران | کرج                      |
|                       |               | ایسنا |                   | ورزشگاه: کمپ ورزشی کردان |

| ۲۹ تیر ۱۳۹۴ دوستانه ۳ | پیکان تهران                 | ۱ – ۰  | استقلال تهران | پیکان‌شهر            |
|                       | مغانلو ۲۴' · نظری 'نیمه اول | ورزش ۳ |               | ورزشگاه: ایران‌خودرو |

| ۱ مرداد ۱۳۹۴ دوستانه ۴ | استقلال تهران | ۱ – ۱ | استقلال خوزستان | تهران                       |
|                        | انصاری ۴۰'    |       | زهیوی ۴۴'       | ورزشگاه: زمین شماره ۲ آزادی |

| ۹ شهریور ۱۳۹۴ دوستانه ۵ | استقلال تهران                                                 | ۳ – ۱ | توحید تهران     | تهران                       |
|                         | حسینی ۲۲' · عمران‌زاده '۲۵ · کرار ۳۴' (پنالتی) · شهباززاده ۳۷' |       | مصطفی احمدی ۲۲' | ورزشگاه: زمین شماره ۲ آزادی |

| ۱۳ شهریور ۱۳۹۴ دوستانه ۶ | استقلال تهران | ۰ – ۰ | نیروی زمینی تهران | تهران                       |
| ۱۷:۰۰                    |               |       |                   | ورزشگاه: زمین شماره ۲ آزادی |

| ۱۷ مهر ۱۳۹۴ دوستانه ۷ | راه‌آهن تهران | ۰ – ۱ | استقلال تهران | تهران            |
| |              |       | پجیچ ۵۰'      | ورزشگاه: اکباتان |
| یادداشت: این بازی در دو وقت ۳۵ دقیقه‌ای و پشت درهای بسته برگزار شد. در دقیقه ۲۴ مسابقه دو تیم بازی را متوقف کردند و فاتحه‌ای برای هادی نوروزی کاپیتان فقید پرسپولیس قرائت کردند. |              |       |               |                  |

| ۲۱ آبان ۱۳۹۴ دوستانه ۸ | استقلال تهران | ۱ – ۰ | ملوان انزلی | تهران                   |
|                        | پجیچ ۸۵'      |       | ماهینی      | ورزشگاه: کمپ ناصر حجازی |

| ۲۸ دی ۱۳۹۴ دوستانه ۹                               | استقلال تهران                        | ۳ – ۰ | امید استقلال تهران | تهران                                         |
| ۱۴:۳۰                                              | مجیدی ۳۰' · پجیچ ۴۰' · شهباززاده ۵۹' |       |                    | ورزشگاه: زمین شماره دو آزادی داور: محمد نوازی |
| یادداشت: داوری این بازی را محمد نوازی بر عهده داشت |                                      |       |                    |                                               |

| ۱ بهمن ۱۳۹۴ دوستانه ۱۰ | استقلال تهران | ۱ – ۳ | تیم ملی دانشجویان ایران     | تهران                                  |
|                        | شهباززاده ۱۸' |       | اوسانی ۳۷'، ۵۰' · فاطمی ۷۱' | ورزشگاه: شهدای شهرقدس داور: رسول فروغی |

| ۶ بهمن ۱۳۹۴ دوستانه ۱۱ | استقلال تهران                    | ۲ – ۲ | پدیده مشهد             | تهران                             |
| ۱۴:۳۰                  | ابراهیمی ۲۷' (پنالتی) · پجیچ ۸۳' |       | عباسیان ۲۳' · خیری ۷۸' | ورزشگاه: زمین شماره ۲ آزادی تهران |

| ۶ اسفند ۱۳۹۴ دوستانه ۱۲ | استقلال تهران | ۰ – ۰ | اکسین البرز   | تهران                             |
|                         |               |       | علی امیری '۵۵ | ورزشگاه: زمین شماره ۲ آزادی تهران |

| ۶ فروردین ۱۳۹۵ دوستانه ۱۳       | هاماربی                | ۲ – ۱ | استقلال تهران     | استکهلم، سوئد                           |
| ۱۸:۳۰ ساعت ایران (یوتی‌سی ۴:۳۰+) | جاییچ ۶۳' · لیدبرگ ۶۸' |       | مجیدی ۳' (پنالتی) | ورزشگاه: Tele 2 Arena تماشاگران: ۱۰٬۰۰۰ |

| ۳۱ اردیبهشت ۱۳۹۵ دوستانه ۱۴ | استقلال تهران                                                         | ۴ – ۴ | تیم ملی دانشجویان ایران                  | تهران                             |
| ۱۷:۵۰                       | مگویان ۴۴' · رمضانی ۷۸' · برهانی ۸۳' (پنالتی) · اسماعیلی ۸۷' (پنالتی) |       | اوسانی ۱'، ۷۰'، ۷۵'، ۸۵' · علی احمدی '۸۰ | ورزشگاه: زمین شماره ۲ آزادی تهران |

## بازی‌ها

### لیگ برتر

#### دیدارها
برد
      مساوی
      باخت
      به تعویق افتاده
| ۸ مرداد ۱۳۹۴ ۱                  | سیاه‌جامگان مشهد            | ۱ – ۲                            | استقلال تهران                               | مشهد                                             |
| ۱۸:۰۰ ساعت ایران (یوتی‌سی ۴:۳۰+) | یووانوویچ '۵۲ · عنایتی ۶۳' | سازمان لیگ فارس ورزش ۳ Scoresway | شهباززاده ۳۷'، ۷۸' · رحمتی '۵۱ · برهانی '۸۴ | ورزشگاه: ثامن تماشاگران: ۳۰٬۰۰۰ داور: احمد صالحی |

| ۱۶ مرداد ۱۳۹۴ ۲                 | استقلال تهران                                                | ۲ – ۰                            | ملوان بندر انزلی                 | تهران                                                  |
| ۱۹:۳۰ ساعت ایران (یوتی‌سی ۴:۳۰+) | حاج‌محمدی '۱۸ · مجیدی '۲۰ · ابراهیمی ۲۹'، ۳۸'، '۳۹ · چشمی '۶۱ | سازمان لیگ فارس ورزش ۳ Scoresway | ماهینی '۳۳ پورقاز '۳۷ کرمی '۱+۹۰ | ورزشگاه: آزادی تماشاگران: ۳۰٬۰۰۰ داور: شاهین حاج‌بابایی |

| ۲۳ مرداد ۱۳۹۴ ۳                 | استقلال تهران           | ۰ – ۲                            | ذوب‌آهن اصفهان                | تهران                                                  |
| ۱۹:۲۰ ساعت ایران (یوتی‌سی ۴:۳۰+) | مکویان '۴۰ م. کریمی '۸۸ | سازمان لیگ فارس ورزش ۳ Scoresway | پهلوان ۶۱' · تبریزی ۸۵'، '۸۵ | ورزشگاه: آزادی تماشاگران: ۳۵٬۰۰۰ داور: یدالله جهانبازی |

| ۳۰ مرداد ۱۳۹۴ ۴                 | استقلال اهوازscore ۳– ۲           | v                                | استقلال تهران                                                  | اهواز                                                |
| ۱۹:۵۰ ساعت ایران (یوتی‌سی ۴:۳۰+) | نظری '۶۰ · حمیدی '۶۷ · ریکانی ۷۴' | سازمان لیگ فارس ورزش ۳ Scoresway | عمران‌زاده '۳۶ · ابراهیمی '۴۸ · م. کریمی ۷۲' · مجیدی '۸۷، ۳+۹۰' | ورزشگاه: غدیر تماشاگران: ۶٬۰۰۰ داور: محمدرضا اکبریان |

| ۴ شهریور ۱۳۹۴ ۵                                                                                | استقلال تهران | v | نفت تهران | تهران                |
| ۱۸:۳۰ ساعت ایران (یوتی‌سی ۴:۳۰+)                                                                |               |   |           | ورزشگاه: آزادی تهران |
| یادداشت: این دیدار به دلیل حضور باشگاه نفت تهران در رقابت‌های لیگ قهرمانان آسیا به تعویق افتاد. |               |   |           |                      |

| ۲۴ شهریور ۱۳۹۴ ۶                | گسترش فولاد تبریز | ۰ – ۲                            | استقلال تهران                                                      | تبریز                                                       |
| ۱۷:۰۰ ساعت ایران (یوتی‌سی ۴:۳۰+) |                   | سازمان لیگ فارس ورزش ۳ Scoresway | شهباززاده ۲۵' · چشمی '۳۱ · ی. کریمی '۴۲ · م. کریمی ۶۵' · رحمتی '۷۶ | ورزشگاه: بنیان دیزل تبریز تماشاگران: ۲٬۰۰۰ داور: بیژن حیدری |

| ۳۰ شهریور ۱۳۹۴ ۵                           | استقلال تهران                                                                      | ۲ – ۱                            | نفت تهران                  | تهران                                                        |
| ۱۸:۴۵ ساعت ایران (یوتی‌سی ۴:۳۰+)            | فخرالدینی ۵۲' · ابراهیمی ۵۷' (پنالتی) · عمران‌زاده '۷۱ · پییچ '۸۶ · شهباززاده '۴+۹۰ | سازمان لیگ فارس ورزش ۳ Scoresway | سانتوس '۵۶ · نانگ '۶۱، ۶۵' | ورزشگاه: آزادی تهران تماشاگران: ۱۰٬۰۰۰ داور: یدالله جهانبازی |
| یادداشت: دیدار معوقه از هفتهٔ پنجم لیگ برتر |                                                                                    |                                  |                            |                                                              |

| ۳ مهر ۱۳۹۴ ۷                    | استقلال تهران                                                                     | ۳ – ۳                            | راه‌آهن تهران                                                  | تهران                                                 |
| ۱۸:۳۰ ساعت ایران (یوتی‌سی ۳:۳۰+) | عمران‌زاده '۲۰ · ابراهیمی ۳۷' (پنالتی) · ابراهیمی ۵+۴۵' (پنالتی) · برهانی '۳۹، ۵۳' | سازمان لیگ فارس ورزش ۳ Scoresway | عبدی ۱۳' · سباستین ۲۱' (پنالتی) · ننزیچ '۳۵، '۲+۴۵ · فرجی ۵۲' | ورزشگاه: آزادی تهران تماشاگران: ۶٬۰۰۰ داور: حسین زرگر |

| ۲۴ مهر ۱۳۹۴ ۸                   | پدیده مشهد                                    | ۱ – ۱                 | استقلال تهران                          | مشهد                                              |
| ۱۵:۰۰ ساعت ایران (یوتی‌سی ۳:۳۰+) | خیری ۳' · نقی‌زاده '۴۵ · جعفری '۴۵ · ناصحی '۸۱ | فارس ورزش ۳ Scoresway | فخرالدینی '۵۰ · مرادمند ۵۸' (گل‌به‌خودی) | ورزشگاه: ثامن تماشاگران: ۱۵٬۰۰۰ داور: مهدی سیدعلی |

| ۲۹ مهر ۱۳۹۴ ۹                   | استقلال تهران       | ۱ – ۱                          | استقلال خوزستان                    | تهران                                                       |
| ۱۶:۴۵ ساعت ایران (یوتی‌سی ۳:۳۰+) | چشمی '۱۶ · پییچ ۴۴' | IPLstats فارس ورزش ۳ Scoresway | طیبی '۱۹ · سیف‌اللهی '۲۲ · کعبی ۳۷' | ورزشگاه: آزادی تهران تماشاگران: ۳٬۰۰۰ داور: یدالله جهانبازی |

| ۴ آبان ۱۳۹۴ ۱۰                  | سپاهان اصفهان | ۰ – ۳                          | استقلال تهران                                         | اصفهان                                                   |
| ۱۵:۰۰ ساعت ایران (یوتی‌سی ۳:۳۰+) | موسایِف '۳۰    | IPLstats فارس ورزش ۳ Scoresway | اسماعیلی ۶' · انصاری ۵۴' · برزای ۷۷' · ابراهیمی '۲+۹۰ | ورزشگاه: فولادشهر تماشاگران: ۹٬۴۰۰ داور: شاهین حاج‌بابایی |

| ۸ آبان ۱۳۹۴ ۱۱ (دربی ۸۲)        | استقلال تهران                                                        | ۱ – ۱                 | پرسپولیس تهران | تهران                                                  |
| ۱۵:۰۰ ساعت ایران (یوتی‌سی ۳:۳۰+) | مجیدی '۴۲ · انصاری ۴۹' · شهباززاده '۶۰ · حاج‌محمدی '۸۳ · ابراهیمی '۹۰ | فارس ورزش ۳ Scoresway | بنگستون ۶+۹۰'  | ورزشگاه: آزادی تهران تماشاگران: ۹۰٬۰۰۰ داور: محسن ترکی |

| ۲۹ آبان ۱۳۹۴ ۱۲                 | فولاد خوزستان | ۰ – ۲                 | استقلال تهران                                        | اهواز                                            |
| ۱۶:۲۰ ساعت ایران (یوتی‌سی ۳:۳۰+) | مساریچ '۸۲    | فارس ورزش ۳ Scoresway | خرسندنیا '۳۶ · فخرالدینی '۴۱ · انصاری ۵۶' · پییچ ۸۸' | ورزشگاه: غدیر تماشاگران: ۱۲٬۰۰۰ داور: احمد صالحی |

| ۹ آذر ۱۳۹۴ ۱۳                   | استقلال تهران             | ۱ – ۱                 | سایپا تهران                 | تهران                                                    |
| ۱۷:۳۰ ساعت ایران (یوتی‌سی ۳:۳۰+) | ابراهیمی '۵۰ · انصاری ۶۲' | فارس ورزش ۳ Scoresway | ایوبی '۳۶ · زینالی ۸۲'، '۸۷ | ورزشگاه: آزادی تهران تماشاگران: ۳٬۰۰۰ داور: علی‌رضا فغانی |

| ۲۲ آذر ۱۳۹۴ ۱۴                                                           | تراکتورسازی تبریز | ۰ – ۰                 | استقلال تهران | تبریز                                                          |
| ۱۵:۰۰ ساعت ایران (یوتی‌سی ۳:۳۰+)                                          |                   | فارس ورزش ۳ Scoresway |               | ورزشگاه: یادگار امام تبریز تماشاگران: ۲٬۰۰۰ داور: محسن قهرمانی |
| یادداشت: محسن قهرمانی در این دیدار از داوری مسابقات فوتبال خداحافظی کرد. |                   |                       |               |                                                                |

| ۲۶ آذر ۱۳۹۴ ۱۵                  | استقلال تهران                                        | ۱ – ۰                 | صبای قم                    | تهران                                                  |
| ۱۶:۲۰ ساعت ایران (یوتی‌سی ۳:۳۰+) | شهباززاده ۱۸' · برزای '۲۶ · مکویان '۴۰ · حیدری '۳+۹۰ | فارس ورزش ۳ Scoresway | باقری '۴۴ '۸۸ · اوسانی '۷۷ | ورزشگاه: آزادی تهران تماشاگران: ۳٬۰۰۰ داور: احمد صالحی |

| ۷ دی ۱۳۹۴ ۱۶ | استقلال تهران                                             | ۳ – ۱                 | سیاه‌جامگان مشهد                                  | تهران                                                  |
| ۱۷:۳۰ ساعت ایران (یوتی‌سی ۳:۳۰+) | م. کریمی ۳۵' · شهباززاده ۴۱' · برهانی ۶۶' · فخرالدینی '۷۰ | فارس ورزش ۳ Scoresway | افراسیابی '۴۹ · عنایتی ۵۰'، '۵۳ · امیرکامدار '۷۲ | ورزشگاه: آزادی تهران تماشاگران: ۳٬۰۰۰ داور: بیژن حیدری |
| یادداشت: این بازی در ابتدا قرار بود روز ۶ دی برگزار شود، اما به دلیل آلودگی هوای تهران به روز موکول شد. پس از آن کمیتهٔ برگزارکننده مسابقات مجدداً تاریخ برگزاری را تغییر داد و روز را برای انجام مسابقه معین کرد. این تغییرات مداوم که باعث اختلال در تمرینات و سردرگمی بازیکنان شده بود، اعتراض باشگاه استقلال را در پی داشت. |                                                           |                       |                                                  |                                                        |

| ۱۱ دی ۱۳۹۴ ۱۷                   | ملوان بندرانزلی                                                 | ۲ – ۲                 | استقلال تهران                            | بندر انزلی                                      |
| ۱۴:۳۰ ساعت ایران (یوتی‌سی ۳:۳۰+) | رافخایی '۱۷ · رافخایی ۱۷'، ۷۷' (پنالتی) · آبشک '۶۱ · ماهینی '۷۴ | فارس ورزش ۳ Scoresway | انصاری ۸' · م. کریمی ۲۲' · عمران‌زاده '۴۰ | ورزشگاه: تختی تماشاگران: ۱۵٬۰۰۰ داور: محسن ترکی |

| ۱۳ بهمن ۱۳۹۴ ۱۸                 | ذوب آهن اصفهان | ۰ – ۰                 | استقلال تهران            | اصفهان                                                   |
| ۱۴:۳۰ ساعت ایران (یوتی‌سی ۳:۳۰+) | بیک‌زاده '۳۲    | فارس ورزش ۳ Scoresway | حاج‌محمدی '۳۳ رحمتی '۲+۹۰ | ورزشگاه: فولادشهر تماشاگران: ۶٬۵۰۰ داور: شاهین حاج‌بابایی |

| ۱۸ بهمن ۱۳۹۴ ۱۹                 | استقلال تهران            | ۱ – ۱                 | استقلال اهواز                                   | تهران                                                |
| ۱۷:۰۰ ساعت ایران (یوتی‌سی ۳:۳۰+) | مؤمنی '۱۹ · ابراهیمی ۲۸' | فارس ورزش ۳ Scoresway | خذیراوی ۵۸' · شریفی '۸۱ · لوئیز دو سانتوس '۹۰+۲ | ورزشگاه: آزادی تماشاگران: ۳٬۰۰۰ داور: موعود بنیادی‌فر |

| ۲۵ بهمن ۱۳۹۴ ۲۰                 | نفت تهران                                                                   | ۱ – ۰                 | استقلال تهران                          | تهران                                                |
| ۱۷:۱۰ ساعت ایران (یوتی‌سی ۳:۳۰+) | عمران‌زاده ۹' (گل‌به‌خودی) · حمدی‌نژاد '۲۰ · رضاوند '۲۹ · مبعلی '۶۳ · مطهری '۸۶ | فارس ورزش ۳ Scoresway | ی. کریمی '۷۸ · میلاد فخرالدینی '۳۴ '۷۹ | ورزشگاه: تختی تماشاگران: ۷٬۶۵۰ داور: محمدرضا اکبریان |

| ۳۰ بهمن ۱۳۹۴ ۲۱                 | استقلال تهران                                                           | ۲ – ۱                 | گسترش فولاد تبریز                                                      | تهران                                                |
| ۱۵:۳۰ ساعت ایران (یوتی‌سی ۳:۳۰+) | شهباززاده ۳۳' · ابراهیمی '۴۰ · م. کریمی ۴۴' · رحمتی '۵۸ · عمران‌زاده '۷۴ | فارس ورزش ۳ Scoresway | حسینی '۱۴ · مگنو باتیستا '۲۵ · ابراهیمی ۳۰' · نصرتی '۵۸ · گودرزی ۳+۹۰' | ورزشگاه: آزادی تماشاگران: ۷۵٬۰۰۰ داور: رضا کرمانشاهی |

| ۱۴ اسفند۱۳۹۴ ۲۲                 | راه‌آهن تهران       | ۰ – ۱                 | استقلال تهران                                              | تهران                                                  |
| ۱۵:۳۰ ساعت ایران (یوتی‌سی ۳:۳۰+) | محمدی '۴۰ فرجی '۸۲ | فارس ورزش ۳ Scoresway | خرسندنیا ۱+۴۵' · فخرالدینی '۶۵ · حاج‌محمدی '۷۲ · چشمی '۱+۹۰ | ورزشگاه: آزادی تماشاگران: ۴۰٬۰۰۰ داور: شاهین حاج‌بابایی |

| ۲۰ اسفند ۱۳۹۴ ۲۳                | استقلال تهران                                  | ۰ – ۰                 | پدیده مشهد                                    | تهران                                             |
| ۱۷:۳۰ ساعت ایران (یوتی‌سی ۳:۳۰+) | شیحی '۶۷ شهباززاده '۶۸ رحمتی '۴+۹۰ برزای '۵+۹۰ | فارس ورزش ۳ Scoresway | خمیسی '۶۲ روشنگر '۸۴ بادامکی '۸۶ سالاری '۴+۹۰ | ورزشگاه: آزادی تماشاگران: ۲۰٬۰۰۰ داور: احمد صالحی |

| ۱۵ فروردین ۱۳۹۵ ۲۴              | استقلال خوزستان                                      | ۱ – ۱                 | استقلال تهران                                | اهواز                                               |
| ۱۸:۵۵ ساعت ایران (یوتی‌سی ۴:۳۰+) | نصاری '۳۰ · ماهینی '۵۵ · سالاروند ۷۳' · کولیبالی '۸۸ | فارس ورزش ۳ Scoresway | حیدری '۲۷ · مجیدی ۳۲' · مومنی '۵۸ · پییچ '۶۵ | ورزشگاه: غدیر تماشاگران: ۱۷٬۰۰۰ داور: اشکان خورشیدی |

| ۲۲ فروردین ۱۳۹۵ ۲۵              | استقلال تهران | ۰ – ۰                 | سپاهان اصفهان                    | تهران                                              |
| ۱۹:۰۰ ساعت ایران (یوتی‌سی ۴:۳۰+) | اسماعیلی '۷۰  | فارس ورزش ۳ Scoresway | قائدی‌فر '۳۳ خلعتبری '۶۶ کرمی '۸۱ | ورزشگاه: آزادی تماشاگران: ۳۸٬۰۰۰ داور: تورج حق‌وردی |

| ۲۷ فروردین ۱۳۹۵ ۲۶ (دربی ۸۳)    | پرسپولیس تهران                                                                                     | ۴ – ۲                 | استقلال تهران                                                                                   | تهران                                             |
| ۱۷:۰۰ ساعت ایران (یوتی‌سی ۴:۳۰+) | طارمی ۵'، ۳۵' · طارمی '۴۰، '۹۰ · رضاییان ۵۴'، '۷۷ · کفشگری '۶۸ · ماریچ '۸۴ · مسلمان ۸۵' · بنگر '۸۷ | فارس ورزش ۳ Scoresway | عمران‌زاده '۳۸ · انصاری ۵۵' · ی. کریمی '۷۴ · پییچ '۸۷ · ابراهیمی ۸۹' (پنالتی)، '۹۰ · مجیدی '۴+۹۰ | ورزشگاه: آزادی تماشاگران: ۱۰۰٬۰۰۰ داور: محسن ترکی |

| ۳ اردیبهشت ۱۳۹۵ ۲۷              | استقلال تهران                             | ۳ – ۰                 | فولاد خوزستان | تهران                                               |
| ۲۰:۱۵ ساعت ایران (یوتی‌سی ۴:۳۰+) | ابراهیمی ۸' · برزای ۱۱' · انصاری ۳۶'، '۶۳ | فارس ورزش ۳ Scoresway | چاگو '۳۶      | ورزشگاه: آزادی تماشاگران: ۲۰٬۰۰۰ داور: علی‌رضا فغانی |

| ۹ اردیبهشت ۱۳۹۵ ۲۸              | سایپا تهران             | ۱ – ۲                 | استقلال تهران                                                 | تهران                                           |
| ۱۸:۰۰ ساعت ایران (یوتی‌سی ۴:۳۰+) | قلی‌زاده ۶۴' · ترابی '۸۸ | فارس ورزش ۳ Scoresway | شهباززاده '۳۸ · مکویان '۴۵ · ابراهیمی ۵۲' (پنالتی) · پییچ ۸۱' | ورزشگاه: تختی تماشاگران: ۹٬۰۰۰ داور: احمد صالحی |

| ۱۹ اردیبهشت ۱۳۹۵ ۲۹             | استقلال تهران                           | ۲ – ۳                 | تراکتورسازی تبریز                                                                  | تهران                                            |
| ۱۸:۰۰ ساعت ایران (یوتی‌سی ۴:۳۰+) | رحمتی '۸ · حاج‌محمدی ۱۴' · شهباززاده ۴۸' | فارس ورزش ۳ Scoresway | حاتمی '۱۱ · نورفکن ۲۱' (گل‌به‌خودی) · رفیعی ۴۲'، '۸۰ '۳+۹۰ · نانگ ۷۹' · خلیل‌زاده '۸۵ | ورزشگاه: آزادی تماشاگران: ۸۵٬۰۰۰ داور: حسین زرگر |

| ۲۴ اردیبهشت ۱۳۹۵ ۳۰             | صبای قم                                         | ۱ – ۱                 | استقلال تهران         | قم                                                           |
| ۱۸:۰۰ ساعت ایران (یوتی‌سی ۴:۳۰+) | قاضی ۲۹' · فراهانی '۳۱ · صادقی '۵۹ · ماچادو '۹۰ | فارس ورزش ۳ Scoresway | ابراهیمی ۳۲' (پنالتی) | ورزشگاه: یادگار امام تبریز تماشاگران: ۴٬۰۰۰ داور: بیژن حیدری |

#### جایگاه در جدول
| رتبه | تیم             | بازی | برد | مساوی | باخت | گل زده | گل خورده | گل تفاضل | امتیاز | صعود یا سقوط                       |
| ---- | --------------- | ---- | --- | ----- | ---- | ------ | -------- | -------- | ------ | ---------------------------------- |
| ۱    | استقلال خوزستان | ۳۰   | ۱۵  | ۱۲    | ۳    | ۳۳     | ۱۴       | ۱۹+      | ۵۷     | مرحله گروهی لیگ قهرمانان آسیا ۲۰۱۷ |
| ۲    | پرسپولیس        | ۳۰   | ۱۶  | ۹     | ۵    | ۵۰     | ۳۴       | ۱۶+      | ۵۷     | مرحله گروهی لیگ قهرمانان آسیا ۲۰۱۷ |
| ۳    | استقلال         | ۳۰   | ۱۳  | ۱۳    | ۴    | ۴۳     | ۲۸       | ۱۵+      | ۵۲     | مرحله پلی‌آف لیگ قهرمانان آسیا ۲۰۱۷ |
| ۴    | تراکتورسازی     | ۳۰   | ۱۳  | ۱۲    | ۵    | ۴۳     | ۲۷       | ۱۶+      | ۵۱     |                                    |
| ۵    | نفت تهران       | ۳۰   | ۱۳  | ۱۰    | ۷    | ۳۰     | ۲۱       | ۹+       | ۴۹     |                                    |

- ۱. تیم ذوب‌آهن اصفهان با قهرمانی در جام حذفی ۹۵–۱۳۹۴ به لیگ قهرمانان آسیا ۲۰۱۷ راه پیدا کرد.

#### دست‌آوردها در خانه و بیرون
| مجموع | مجموع  | مجموع | مجموع | مجموع | مجموع | مجموع | مجموع | خانه | خانه | خانه | خانه | خانه | خانه | مهمان | مهمان | مهمان | مهمان | مهمان | مهمان |
| بازی  | امتیاز | پ     | ت     | ش     | گ‌ز    | گ‌خ    | ت‌گ    | پ    | ت    | ش    | گ‌ز   | گ‌خ   | ت‌گ   | پ     | ت     | ش     | گ‌ز    | گ‌خ    | ت‌گ    |
| ----- | ------ | ----- | ----- | ----- | ----- | ----- | ----- | ---- | ---- | ---- | ---- | ---- | ---- | ----- | ----- | ----- | ----- | ----- | ----- |
| ۳۰    | ۵۲     | ۱۳    | ۱۳    | ۴     | ۴۳    | ۲۸    | ۱۵+   | ۶    | ۷    | ۲    | ۲۲   | ۱۵   | ۷+   | ۷     | ۶     | ۲     | ۲۱    | ۱۳    | ۸+    |

آخرین بروزرسانی: پایان فصل

منبع: IPLstats Home
IPLstats Away

پ = پیروزی؛ ت = تساوی؛ ش = شکست؛ گ‌ز = گل زده؛ گ‌خ = گل خورده؛ ت‌گ = تفاضل گل

|                    | بازی | برد | مساوی | شکست | زده | خورده | تفاضل | امتیاز |
| ------------------ | ---- | --- | ----- | ---- | --- | ----- | ----- | ------ |
| در ورزشگاه آزادی   | ۱۷   | ۷   | ۷     | ۳    | ۲۵  | ۱۹    | ۶+    | ۲۸     |
| در ورزشگاه‌های دیگر | ۱۳   | ۶   | ۶     | ۱    | ۱۸  | ۹     | ۹+    | ۲۴     |

#### روند هفته‌به‌هفته
| هفته    | ۱ | ۲ | ۳ | ۴ | ۵ | ۶ | ۵ | ۷ | ۸ | ۹ | ۱۰ | ۱۱ | ۱۲ | ۱۳ | ۱۴ | ۱۵ | ۱۶ | ۱۷ | ۱۸ | ۱۹ | ۲۰ | ۲۱ | ۲۲ | ۲۳ | ۲۴ | ۲۵ | ۲۶ | ۲۷ | ۲۸ | ۲۹ | ۳۰ |
| ------- | - | - | - | - | - | - | - | - | - | - | -- | -- | -- | -- | -- | -- | -- | -- | -- | -- | -- | -- | -- | -- | -- | -- | -- | -- | -- | -- | -- |
| زمین    | ب | خ | خ | ب | خ | ب | خ | خ | ب | خ | ب  | خ  | ب  | خ  | ب  | خ  | خ  | ب  | ب  | خ  | ب  | خ  | ب  | خ  | ب  | خ  | ب  | خ  | ب  | خ  | ب  |
| دست‌آورد | پ | پ | ش | پ | ع | پ | پ | م | م | م | پ  | م  | پ  | م  | م  | پ  | پ  | م  | م  | م  | ش  | پ  | پ  | م  | م  | م  | ش  | پ  | پ  | ش  | م  |
| جایگاه  | ۱ | ۱ | ۴ | ۳ | ۳ | ۲ | ۱ | ۱ | ۱ | ۱ | ۱  | ۱  | ۱  | ۱  | ۲  | ۲  | ۲  | ۱  | ۱  | ۱  | ۲  | ۱  | ۱  | ۱  | ۱  | ۲  | ۳  | ۲  | ۱  | ۳  | ۳  |

منبع: بازی‌ها

زمین: خ = خانه؛ ب = بیرون از خانه. دست‌آورد: پ = پیروزی؛ م = مساوی؛ ش = شکست؛ ع = معوق.

یادداشت: نتیجهٔ بازی معوقه (هفتهٔ پنجم) به ترتیب تاریخ برگزاری در جدول گنجانده شده است.

### جام حذفی
| ۲۰ شهریور ۱۳۹۴ یک‌شانزدهم نهایی  | استقلال تهران                                                                  | ۵ – ۰       | شهرداری سمنان   | تهران                                                |
| ۱۸:۴۰ ساعت ایران (یوتی‌سی ۴:۳۰+) | حاج‌محمدی '۱۲ · شهباززاده ۲۲'، ۴۶' · رمضانی '۲۹ · پییچ ۶۵'، ۷۵' · فخرالدینی ۸۱' | فارس ورزش ۳ | کامران‌پور '۳+۴۵ | ورزشگاه: تختی تهران تماشاگران: ۲٬۲۰۰ داور: رضا مهدوی |

| ۱۳ آبان ۱۳۹۴ یک‌هشتم نهایی       | استقلال تهران                                                                      | ۳ – ۱       | فولاد خوزستان | تهران                                                     |
| ۱۸:۰۰ ساعت ایران (یوتی‌سی ۳:۳۰+) | مجیدی ۱۵' · عمران‌زاده ۲۰'، '۶۲ · شهباززاده '۶۷ · حیدری '۷۰ · انصاری ۷۷' · چشمی '۸۵ | فارس ورزش ۳ | شریفات ۳'     | ورزشگاه: آزادی تهران تماشاگران: ۵٬۰۰۰ داور: اشکان خورشیدی |

| ۴ آذر ۱۳۹۴ یک‌چهارم نهایی                                  | نفت تهران                                                                  | ۱ – ۱ (و.ا.) (۴ – ۵ پنالتی)                                | استقلال تهران                                             | تهران                                                      |
| ۱۵:۲۰ ساعت ایران (یوتی‌سی ۴:۳۰+)                           | بوحمدان '۲۳ · امیری '۷۲ · لطفی ۹۰+۲'، '۲+۹۰ · حمدی‌نژاد '۱۰۴ · صادقیان '۱۱۷ | فارس ورزش ۳                                                | دانشگر ۱+۴۵' (گل‌به‌خودی) · اسماعیلی '۶۷ · ی. کریمی '۲۳ '۷۹ | ورزشگاه: تختی تهران تماشاگران: ۵٫۰۰۰ داور: شاهین حاج‌بابایی |
|                                                           | ضربات پنالتی                                                               |                                                            |                                                           |                                                            |
| شیری · دانشگر · بوعذار · بوحمدان · مطهری · صادقیان · لطفی |                                                                            | ابراهیمی · پییچ · مجیدی · مکویان · چشمی · اسماعیلی · حیدری |                                                           |                                                            |

| ۱ دی ۱۳۹۴ نیمه‌نهایی             | تراکتورسازی تبریز                           | ۱ – ۲       | استقلال تهران                                                | تبریز                                                        |
| ۱۴:۳۰ ساعت ایران (یوتی‌سی ۳:۳۰+) | سزار ۴۹' · خلیل‌زاده '۳۲ '۴+۹۰ · عشوری '۳+۹۰ | فارس ورزش ۳ | شهباززاده ۲۹'، '۳۲، ۵۲' · رحمتی '۳۲ · حیدری '۵۵ · مکویان '۸۴ | ورزشگاه: یادگار امام تبریز تماشاگران: ۱۵٬۰۰۰ داور: حسین زرگر |

منبع: وبگاه جام حذفی

## آمار

### عملکرد کلی تیم در فصل
منبع: رقابت‌ها

## نمایش بازیکنان
| شماره | پُست       | بازیکنان          | لیگ  | لیگ  | لیگ      | حذفی | حذفی | حذفی     | مجموع   | مجموع | مجموع    | کارت                 | کارت             |
| شماره | پُست       | بازیکنان          | بازی | زمان | کارت زرد | بازی | زمان | کارت زرد | بازی    | زمان  | کارت زرد | کارت زرد دوم و اخراج | کارت قرمز مستقیم |
| ----- | --------- | ----------------- | ---- | ---- | -------- | ---- | ---- | -------- | ------- | ----- | -------- | -------------------- | ---------------- |
| ۱     | دروازه‌بان | مهدی رحمتی        | ۲۶   | ۲۳۴۰ | ۶        | ۴    | ۴۲۰  | ۱        | ۳۰ (۳۰) | ۲۷۶۰  | ۷        | ۰                    | ۰                |
| ۲     | مدافع     | خسرو حیدری        | ۱۸   | ۱۵۱۱ | ۲        | ۳    | ۲۹۳  | ۲        | ۲۱ (۲۱) | ۱۸۰۴  | ۴        | ۰                    | ۰                |
| ۳     | مدافع     | محمدرضا خرسندنیا  | ۱۴   | ۸۵۳  | ۱        | ۳    | ۱۴۵  | ۰        | ۱۷ (۱۱) | ۹۹۸   | ۱        | ۰                    | ۰                |
| ۴     | مدافع     | روزبه چشمی        | ۲۲   | ۱۸۷۷ | ۴        | ۴    | ۳۹۰  | ۱        | ۲۶ (۲۵) | ۲۲۶۷  | ۵        | ۰                    | ۰                |
| ۵     | مدافع     | حنیف عمران‌زاده    | ۲۰   | ۱۷۷۸ | ۶        | ۵    | ۵۱۰  | ۱        | ۲۵ (۲۴) | ۲۲۸۸  | ۷        | ۰                    | ۰                |
| ۶     | هافبک     | امید ابراهیمی     | ۲۸   | ۲۵۲۰ | ۶        | ۴    | ۴۲۰  | ۰        | ۳۲ (۳۲) | ۲۹۴۰  | ۶        | ۰                    | ۰                |
| ۸     | هافبک     | یعقوب کریمی       | ۱۴   | ۸۲۸  | ۳        | ۳    | ۲۸۹  | ۰        | ۱۷ (۱۳) | ۱۱۱۷  | ۳        | ۱                    | ۰                |
| ۹     | مهاجم     | آرش برهانی        | ۱۴   | ۸۳۸  | ۲        | ۲    | ۲۹   | ۰        | ۱۶ (۱۱) | ۸۶۷   | ۲        | ۰                    | ۰                |
| ۱۰    | مهاجم     | سجاد شهباززاده    | ۲۶   | ۲۲۶۴ | ۴        | ۴    | ۲۶۶  | ۲        | ۳۰ (۲۸) | ۲۵۳۰  | ۶        | ۰                    | ۰                |
| ۱۱    | مهاجم     | جابر انصاری       | ۲۸   | ۲۲۲۶ | ۱        | ۵    | ۴۹۵  | ۰        | ۳۳ (۳۰) | ۲۷۲۱  | ۱        | ۰                    | ۰                |
| ۱۳    | هافبک     | کرار جاسم         | ۶    | ۲۳۲  | ۰        | ۰    | ۰    | ۰        | ۶ (۲)   | ۲۳۲   | ۰        | ۰                    | ۰                |
| ۱۴    | مهاجم     | پرو پییچ          | ۱۴   | ۴۵۸  | ۳        | ۳    | ۱۳۳  | ۰        | ۱۷ (۵)  | ۵۹۱   | ۳        | ۰                    | ۰                |
| ۱۵    | مدافع     | هرایر مکویان      | ۲۶   | ۲۱۸۳ | ۳        | ۴    | ۴۲۰  | ۱        | ۳۰ (۲۹) | ۲۶۰۳  | ۴        | ۰                    | ۰                |
| ۱۶    | هافبک     | مهدی مؤمنی        | ۸    | ۲۵۰  | ۲        | ۰    | ۰    | ۰        | ۸ (۱)   | ۲۵۰   | ۲        | ۰                    | ۰                |
| ۱۷    | هافبک     | میلاد شعبانلو     | ۳    | ۳۹   | ۰        | ۰    | ۰    | ۰        | ۳(۰)    | ۳۹    | ۰        | ۰                    | ۰                |
| ۱۸    | هافبک     | ریوالدو باربوزا   | ۳    | ۸۱   | ۰        | ۰    | ۰    | ۰        | ۳ (۱)   | ۸۱    | ۰        | ۰                    | ۰                |
| ۱۹    | هافبک     | علی‌رضا رمضانی     | ۴    | ۷۸   | ۰        | ۴    | ۱۲۴  | ۲        | ۸ (۲)   | ۲۰۲   | ۲        | ۰                    | ۰                |
| ۲۰    | مدافع     | میثم مجیدی        | ۲۴   | ۱۷۸۸ | ۴        | ۵    | ۴۸۲  | ۱        | ۲۹ (۲۵) | ۲۲۷۰  | ۵        | ۰                    | ۰                |
| ۲۲    | دروازه‌بان | وحید طالب‌لو       | ۴    | ۳۶۰  | ۰        | ۱    | ۹۰   | ۰        | ۵ (۵)   | ۴۵۰   | ۰        | ۰                    | ۰                |
| ۲۴    | مدافع     | امید نورافکن      | ۱۰   | ۶۳۹  | ۰        | ۰    | ۰    | ۰        | ۱۰ (۷)  | ۶۳۹   | ۰        | ۰                    | ۰                |
| ۲۸    | هافبک     | محسن کریمی        | ۲۳   | ۱۱۱۲ | ۱        | ۳    | ۱۴۷  | ۰        | ۲۶ (۱۳) | ۱۲۵۹  | ۱        | ۰                    | ۰                |
| ۳۴    | هافبک     | میلاد فخرالدینی   | ۲۳   | ۲۰۲۲ | ۴        | ۴    | ۳۱۵  | ۰        | ۲۷ (۲۶) | ۲۳۳۷  | ۴        | ۱                    | ۰                |
| ۵۵    | مدافع     | محمدامین حاج‌محمدی | ۱۷   | ۱۴۴۹ | ۴        | ۱    | ۹۰   | ۱        | ۱۸ (۱۷) | ۱۵۳۹  | ۵        | ۰                    | ۰                |
| ۷۷    | هافبک     | بهنام برزای       | ۱۹   | ۷۴۳  | ۱        | ۲    | ۱۳۷  | ۰        | ۲۱ (۱۰) | ۸۸۰   | ۱        | ۰                    | ۱                |
| ۸۸    | هافبک     | فرشید اسماعیلی    | ۱۵   | ۸۴۷  | ۱        | ۵    | ۳۰۹  | ۱        | ۲۰ (۱۳) | ۱۱۵۶  | ۲        | ۰                    | ۰                |
| ۹۹    | هافبک     | عادل شیحی         | ۵    | ۳۱۵  | ۱        | ۱    | ۶۶   | ۰        | ۶ (۴)   | ۳۸۱   | ۱        | ۰                    | ۰                |

اعداد آبی رنگ : تعداد حضور در ترکیب اصلی استقلال

### گلزن‌ها

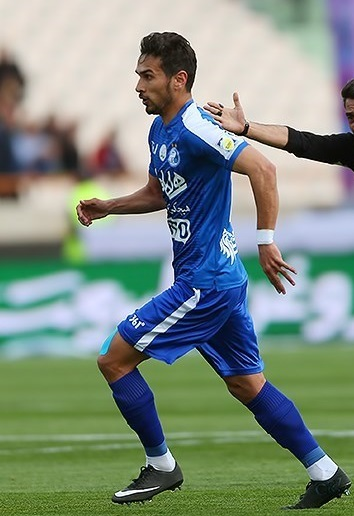
سجاد شهباززاده

دربردارندهٔ گل‌هایی که در بازی‌های رسمی فصل به ثمر رسیده‌است.
بازیکنانی که در تعداد گل‌ها با هم برابر هستند، به ترتیب شمارهٔ پیراهن در جدول قرار گرفته‌اند.
ردیف گل به خودی نمایان‌گر تعداد گل‌هایی‌است که حریفان استقلال به‌اشتباه وارد دروازهٔ خود کرده‌اند.
| رده      | پُست      | نام               | لیگ برتر | جام حذفی | کل |
| -------- | -------- | ----------------- | -------- | -------- | -- |
| ۱        | هافبک    | امید ابراهیمی     | ۱۰ (۵)   | ۱ (۱)    | ۱۱ |
| ۱        | مهاجم    | سجاد شهباززاده    | ۷        | ۴        | ۱۱ |
| ۳        | مهاجم    | جابر انصاری       | ۷        | ۱        | ۸  |
|          | هافبک    | محسن کریمی        | ۵        | ۰        | ۵  |
| ۴        | مهاجم    | پرو پییچ          | ۳        | ۲        | ۵  |
| ۶        | مدافع    | میثم مجیدی        | ۲        | ۱        | ۳  |
| ۷        | مهاجم    | آرش برهانی        | ۲        | ۰        | ۲  |
| ۷        | هافبک    | بهنام برزای       | ۲        | ۰        | ۲  |
| ۷        | هافبک    | میلاد فخرالدینی   | ۱        | ۱        | ۲  |
| ۱۰       | مدافع    | محمدرضا خرسندنیا  | ۱        | ۰        | ۱  |
| ۱۰       | مدافع    | محمدامین حاج‌محمدی | ۱        | ۰        | ۱  |
| ۱۰       | هافبک    | فرشید اسماعیلی    | ۱        | ۰        | ۱  |
|          | مدافع    | حنیف عمران‌زاده    | ۰        | ۱        | ۱  |
| گل‌به‌خودی | گل‌به‌خودی | گل‌به‌خودی          | ۱        | ۱        | ۲  |
| کل       | کل       | کل                | ۴۳       | ۱۲       | ۵۵ |

اعداد آبی رنگ : تعداد گلهای زده شده از نقطه پنالتی
** گل به خودی بازیکنان حریف :
۱- محمدحسین مرادمند بازیکن تیم پدیده مشهد در بازی هفته هشتم لیگ برتر
۲- محمد دانشگر بازیکن تیم نفت تهران در بازی سوم جام حذفی
منبع: گزارش بازی‌ها

### پاس گل
دربردارندهٔ آمار بازی‌های رسمی که باشگاه در طول فصل در آن‌ها شرکت کرده‌است.
بازیکنانی که در تعداد پاس گل‌ها با هم برابر هستند، به ترتیب شمارهٔ پیراهن در جدول قرار گرفته‌اند.
گل‌هایی که روی «حرکات انفرادی»، «ضربه‌های ایستگاهی مستقیم»، یا «توپ‌های برگشتی از دفاع حریف» به ثمر رسیده‌اند، در این جدول گنجانده نشده‌اند.
| رده | پُست   | نام               | لیگ برتر | جام حذفی | کل | گرفتن پنالتی |
| --- | ----- | ----------------- | -------- | -------- | -- | ------------ |
| ۱   | مهاجم | جابر انصاری       | ۴        | ۳        | ۷  | ۰            |
| ۲   | هافبک | خسرو حیدری        | ۵        | ۰        | ۶  | ۱            |
| ۳   | مهاجم | سجاد شهباززاده    | ۵        | ۰        | ۵  | ۲            |
| ۴   | هافبک | یعقوب کریمی       | ۲        | ۲        | ۴  | ۱            |
| ۵   | مدافع | میثم مجیدی        | ۲        | ۱        | ۳  | ۱            |
| ۶   | مهاجم | آرش برهانی        | ۲        | ۰        | ۲  | ۰            |
| ۶   | هافبک | بهنام برزای       | ۲        | ۰        | ۲  | ۰            |
| ۶   | هافبک | میلاد فخرالدینی   | ۱        | ۱        | ۲  | ۲            |
| ۷   | هافبک | امید ابراهیمی     | ۱        | ۰        | ۱  | ۰            |
| ۷   | هافبک | روزبه چشمی        | ۱        | ۰        | ۱  | ۰            |
| ۷   | مدافع | محمدامین حاج‌محمدی | ۱        | ۰        | ۱  | ۰            |
| ۷   | مدافع | حنیف عمران‌زاده    | ۰        | ۱        | ۱  | ۰            |
| کل  | کل    | کل                | ۲۶       | ۸        | ۳۴ | ۷            |

* از تعداد ۷ پنالتی اعلام شده در این فصل شش ضربه پنالتی تبدیل به گل شده‌است.
منبع: گزارش بازی‌ها

### ۱۱ شروع‌کننده
به‌روزرسانی: خرداد ۱۳۹۵ (پایان فصل)
گردآوری‌شده بر اساس ترکیب اصلی تیم در بازی‌های رسمی فصل.
| شماره | پُست       | نام               | شروع‌ها | جایگزین                             |
| ----- | --------- | ----------------- | ------ | ----------------------------------- |
| ۱     | دروازه‌بان | مهدی رحمتی        | ۳۰     | وحید طالبلو ۵ شروع داشته است.       |
| ۲     | مدافع     | خسرو حیدری        | ۲۱     | بهنام برزای ۱۰ شروع داشته است.      |
| ۳۴    | مدافع     | میلاد فخرالدینی   | ۲۶     | محسن کریمی ۱۳ شروع داشته است.       |
| ۵     | مدافع     | حنیف عمران‌زاده    | ۲۴     | امید نورافکن ۷ شروع داشته است.      |
| ۱۵    | مدافع     | هرایر مکویان      | ۲۹     |                                     |
| ۴     | هافبک     | روزبه چشمی        | ۲۵     | عادل شیحی ۴ شروع داشته است.         |
| ۶     | هافبک     | امید ابراهیمی     | ۳۲     | فرشید اسماعیلی ۱۳ شروع داشته است.   |
| ۲۰    | هافبک     | میثم مجیدی        | ۲۵     | یعقوب کریمی ۱۳ شروع داشته است.      |
| ۵۵    | مدافع     | محمدامین حاج‌محمدی | ۱۷     | محمدرضا خرسندنیا ۱۱ شروع داشته است. |
| ۱۰    | مهاجم     | سجاد شهباززاده    | ۲۸     | پرو پییچ ۵ شروع داشته است.          |
| ۱۱    | مهاجم     | جابر انصاری       | ۳۰     | آرش برهانی ۱۱ شروع داشته است.       |

| رحمتی فخرالدینی مگویان عمران‌زاده حاج‌محمدی مجیدی چشمی حیدری ابراهیمی شهباززاده انصاری |
| یازده شروع‌کنندهٔ استقلال در چهارچوب ۲–۴–۴ لوزی یا ۲–۱–۲–۱–۴                           |

### گلهای لیگ برتر بر حسب شش بازه زمانی
| بازه زمانی     | گل زده | بازه زمانی     | گل خورده |
| -------------- | ------ | -------------- | -------- |
| ۱۵ دقیقه اول   | ۵      | ۱۵ دقیقه اول   | ۴        |
| ۱۵ دقیقه دوم   | ۵      | ۱۵ دقیقه دوم   | ۴        |
| ۱۵ دقیقه سوم   | ۱۱     | ۱۵ دقیقه سوم   | ۳        |
| اضافی نیمه اول | ۲      | اضافی نیمه اول | ۰        |
| جمع نیمه اول   | ۲۳     | جمع نیمه اول   | ۱۱       |
| ۱۵ دقیقه چهارم | ۱۰     | ۱۵ دقیقه چهارم | ۵        |
| ۱۵ دقیقه پنجم  | ۴      | ۱۵ دقیقه پنجم  | ۵        |
| ۱۵ دقیقه ششم   | ۵      | ۱۵ دقیقه ششم   | ۵        |
| اضافی نیمه دوم | ۱      | اضافی نیمه دوم | ۲        |
| جمع نیمه دوم   | ۲۰     | جمع نیمه دوم   | ۱۷       |

### کاپیتان‌های فصل
| رده | نام         | لیگ برتر | جام حذفی | جمع |
| --- | ----------- | -------- | -------- | --- |
| ۱   | مهدی رحمتی  | ۲۶       | ۴        | ۳۰  |
| ۲   | وحید طالب‌لو | ۴        | ۱        | ۵   |

### عملکرد دروازه‌بانها
|       |             | لیگ برتر | لیگ برتر | لیگ برتر | جام حذفی | جام حذفی | جام حذفی | مجموع | مجموع   | مجموع |
| رتبه  | نام         | بازی     | گل‌خورده  | ک‌ش       | بازی     | گل‌خورده  | ک‌ش       | بازی  | گل‌خورده | ک‌ش    |
| ----- | ----------- | -------- | -------- | -------- | -------- | -------- | -------- | ----- | ------- | ----- |
| ۱     | مهدی رحمتی  | ۲۶       | ۲۳       | ۱۱       | ۴        | ۴        | ۰        | ۳۰    | ۲۷      | ۱۱    |
| ۲     | وحید طالب‌لو | ۴        | ۵        | ۰        | ۱        | ۰        | ۱        | ۵     | ۵       | ۱     |
| مجموع | مجموع       | ۳۰       | ۲۸       | ۱۱       | ۵        | ۴        | ۱        | ۳۵    | ۳۲      | ۱۲    |